# Caballero Negro
El Caballero Negro es el alias de varios personajes de ficción que aparecen en los cómics estadounidenses publicados por Marvel Comics.
El primero es un Caballero medieval creado por el escritor y editor Stan Lee y el artista Joe Maneely. El segundo es un supervillano descendiente del original, creado por el escritor y editor Stan Lee y el artista y coguionista Dick Ayers. El tercero, creado por el escritor Roy Thomas y el artista George Tuska, es el sobrino del villano, un superhéroe y miembro del equipo de superhéroes, Los Vengadores. Un cuarto Caballero Negro, sin conexión genética revelada, debutó en Black Panther # 3 (junio de 2005), creado por el escritor Reginald Hudlin y dibujante John Romita Jr.

## Historial de publicaciones
El primer caballero negro de Marvel Comics, Sir Percy de Scandia, apareció por primera vez en la serie de aventuras medievales Black Knight # 1-5 ( con fecha de portada de mayo de 1955 a abril de 1956) de Atlas Comics, el precursor de los años 1950 de Marvel Comics.
El descendiente de Sir Percy, el profesor Nathan Garrett, debutó como el supervillano moderno Black Knight en Tales to Astonish # 52 (febrero de 1964). Este villano Caballero Negro apareció en The Avengers # 6, 14-15 (julio de 1964, marzo-abril de 1965), y en la película "Iron Man" en Tales of Suspense # 73 (enero de 1966), en la cual fue herido de muerte.
Dane Whitman, sobrino de Garrett, hace su primera aparición en The Avengers # 47 (diciembre de 1967), y se convierte en una versión heroica de Black Knight en el siguiente número. Whitman apareció esporádicamente con los Vengadores hasta convertirse en un miembro central, apareciendo regularmente en # 252-300 (1985-1989) y # 329-375 (1991-1994). La historia de los Recolectores que atraviesa The Avengers # 343-375 (1992-1994) finalmente puso el centro de atención en el Caballero Negro, ya que el foco del libro se volcó hacia su tumultuosa relación con el Eterno Sersi y su misteriosa conexión con el villano de otra dimensión Proctor. Whitman más tarde protagonizó Malibu Comics' UltraForce # 8-10 (1995) y UltraForce, vol. 2# 1-12 (1995-1996), liderando un nuevo equipo de héroes en un mundo paralelo. Al regresar al Universo Marvel, Whitman apareció en Heroes for Hire # 1-16 (1997-1998) y, más tarde, en Captain Britain y MI13 # 1-15 (2008-2009). El Caballero Negro aún no ha regresado con los Vengadores, el equipo con el que el personaje está más estrechamente asociado. En 2015, como parte de All-New All-Different, se lanzó una serie en solitario con Dane Whitman; sin embargo, fue cancelado después de 5 problemas debido a las bajas ventas.
Whitman y Sir Percy también protagonizaron la serie limitada Black Knight # 1-4 (junio-septiembre de 1990), escrita por Roy y Dann Thomas y dibujada por los sucesivos dibujantes Tony DeZuniga y Rich Buckler. En 1995 Percy tuvo un caneo en Namor # 60 como parte de la historia de Atlantis Rising. Whitman y Sersi luego encabezaron el Black Knight: Exodus (diciembre de 1996), escrito por Ben Raab e ilustrado por Jimmy Cheung y Andy Lanning. Otro sencillo de Caballero Negro protagonizado por Sir Percy, escrito por Thomas e ilustrado por Tom Grummett y Scott Hanna, fue publicado como Mystic Arcana: Black Knight# 1 (septiembre de 2007), el segundo de cuatro Mystic Arcana de un solo disparo cuestiones.

## Historia

### Sir Percy de Escandia
El Caballero Negro original es Sir Percy de Scandia, un caballero del siglo VI que sirve en la corte del Rey Arturo como su mejor guerrero. Reclutado por el mago Merlín, Percy adopta una identidad doble y pretende ser totalmente incompetente hasta convertirse en la personalidad del Caballero Negro. Como el Caballero Negro, Percy maneja la Espada Ébano, que Merlín forjó a partir de un meteorito. Un enemigo constante del malvado caballero Mordred el Mal (el sobrino traidor de Arturo), Percy finalmente es asesinado por él durante la caída de Camelot cuando es apuñalado por la espalda con una espada encantada, aunque Mordred muere de las heridas infligidas por Arturo. Merlín asegura que el espíritu de Percy vivirá al lanzar un hechizo que revivirá a su fantasma si Mordred alguna vez regresara. El espíritu de Percy ha aparecido varias veces para aconsejar a su descendiente, Dane Whitman.

### Nathan Garret
El biólogo profesor Nathan Garrett es el descendiente directo de Sir Percy, y encontró la tumba de Sir Percy y la Espada de Ébano. Las tendencias malvadas de Garrett lo hacen indigno de empuñar la espada, y es rechazado por el fantasma de Sir Percy. Un amargado Garrett luego inventa un arsenal de armas medievales que emplean tecnología moderna e ingenieros genéticos y crea un caballo alado. Llamándose a sí mismo el Caballero Negro, Garrett se embarca en una vida delictiva para fastidiar a su antepasado. Después de una batalla con el héroe Giant-Man. Garrett se une al equipo de supervillanos Maestros del Mal a petición del maestro villano Barón Zemo y al igual que los demás, extiende Adhesivo X sobre la ciudad, pero primero es derrotado por Thor. Después de dos batallas infructuosas con los Vengadores, la segunda vez que la Encantadora lo sacó de la cárcel, y una vez que luchó contra Iron Man debido a la máquina de control mental del Doctor Doom para hacer que los supervillanos ataquen la boda de Mister Fantástico y la Mujer Invisible, (que olvida como los otros villanos debido a una máquina creada por Mister Fantástico), Garrett es herido de muerte mientras trata de matar al superhéroe Iron Man cuando se cae de su caballo alado. Un moribundo Garrett convoca a su sobrino, Dane Whitman, revela su identidad secreta a Whitman, y se arrepiente por su vida de crimen. Whitman luego adopta la identidad del Caballero Negro en persona.

### Dane Whitman
Dane Whitman es el Caballero Negro que ha sido miembro durante mucho tiempo de los Vengadores, así como miembro de los Defensores, Ultraforce, Héroes de alquiler y MI:13.

### Augustine du Lac
Un Caballero Negro del Vaticano llamado Augustine du Lac recibió la espada de ébano después de que agentes del Vaticano la recuperaron de un nido de vampiros iraquíes.
Es miembro de un equipo de supervillanos que invade la nación africana de Wakanda. Un devoto católico, du Lac espera convertir al populacho al catolicismo. Él es derrotado por Pantera Negra que le quita la Espada de ébano.
Tenía su propia versión de Aragorn para usar como corcel. Este Aragorn fue capturado más tarde por Alyosha Kravinoff y asesinado por comida.

### Mujer Caballero Negro
Una mujer adolescente Caballero Negro más tarde aparece en la serie limitada de Vengeance como miembro de los Jóvenes Maestros. Al igual que Garrett, esta encarnación es un villano, y parece poseer la Espada de ébano. Cómo ella tomó posesión de la espada y lo que le sucedió a Agustín aún no se ha revelado. Ella estaba con los Jóvenes Maestros cuando estaban en una base de HYDRA abandonada en Pensilvania. Al inspeccionar el cadáver de Bullseye, fueron atacados por Lady Bullseye. Más tarde dirigidos al Doctor Octopus por "ejecución", los Jóvenes Maestros se encontraron luchando contra los Seis Siniestros mientras es asistido por / luchando contra la Brigada de Adolescentes, con Caballero Negro siendo ayudado a derrotar al Hombre de Arena por el miembro de Ultimate Nullifier de Brigada de Adolescentes. Mientras visitaba un club nocturno, Caballero Negro se encontró con el Nulificador Supremo en el momento en que los Jóvenes Maestros conspiraron para reclutar a un Loki renacido a su lado. En la mañana, Caballero Negro le mostró a Ultimate Nullifier una carta que estimuló a los Jóvenes Maestros en su misión de matar a los villanos más viejos junto con un archivo de la CIA que habla sobre el genocidio llevado a cabo por Red Skull en Polonia durante la Segunda Guerra Mundial sobre prisioneros rusos. Informando a Ultimate Nullifier de que iba a dejar a los Jóvenes Maestros y tenía planes que no involucraban el mal, dejó la base de los Jóvenes Maestros dejando atrás el archivo de la CIA para Nulificador.
El Caballero Negro fue visto más tarde con los Jóvenes Maestros donde son vistos como miembros del Consejo de la Sombra de los Amos del Mal que está dirigido por el Barón Helmut Zemo tras la muerte de Max Fury.

## El linaje de Caballero Negro
Nathan Garrett y Dane Whitman son parte de un linaje de Caballeros Negros que se remonta al siglo sexto. En New Excalibur # 10, la primera de la historia de "El último día de Camelot", se revela que Dane ha convertido el Castillo Garret en un museo de Black Knight con varias exhibiciones en los distintos Caballeros Negros, incluido el cuerpo de Sir Percy. Hay una larga lista de pinturas de los Caballeros que incluyen, según el comisario, "Sir Ralston [ sic ] y Sir Eobar o caballeros menos conocidos como Sir William y Sir Henry". Estos Caballeros Negros son:
- Sir Raston ("Ralston" aparece solo en New Excalibur # 10) - Sobrino de Sir Percy y se convirtió en el Caballero Negro después de él. Vivió en la Edad Oscura pero fue reclutado en los Anachronauts por Kang el Conquistador y viajó a través del tiempo.[21]
- Sir Eobar de Garrington: fue el Caballero Negro durante las Cruzadas.[22]
- Sir William - Es representado luchando en las trincheras de la Primera Guerra Mundial.
- Sir Henry - Él es representado como una figura de Swashbuckler

Más tarde, en "The Last Days of Camelot", Sir Percy le revela a Dane que él no era el primer Caballero Negro y que ocho caballeros habían llevado a la Espada de Ébano antes que él, siendo el último el primo del Rey Arturo, Sir Reginald. Cada uno había sido enloquecido por la espada y tuvo que ser asesinado hasta que se decidió que solo había tres personas que podían tomar la espada pero el Rey Arturo y Merlín eran necesarios en otras capacidades, por lo que la "carga" recayó en Sir Percy quien aceptó a pesar de conocer los riesgos.
El aparente "Último Caballero" es Ernst Wythim, un miembro del linaje de alrededor del año 2600.

## Otras versiones

### Tierra X
En la serie Tierra X, Ahura, el hijo de Black Bolt y Medusa, se convierte en el Caballero Negro. Dane Whitman fue convertido en piedra por la Gárgola Gris.

### Marvel Zombies
Dane se convierte en una de las decenas de zombis superpotentes que están sitiando el castillo del Doctor Doom. Los zombis han detectado a humanos deliciosos escondidos en su interior, todos los cuales finalmente escapan.

### Ultimate Marvel
En el universo de Ultimate Marvel, Caballero Negro (cuyo verdadero nombre es Alex) es miembro del equipo de superhéroes The Defenders. Él es de pelo largo, barbudo y fuera de forma, con una armadura, y se asemeja a un LARP 'er. Más tarde aparece en Ultimate Comics: New Ultimates, junto a los defensores superpoderosos de una misteriosa fuente.
La versión de Dane Whitman de Caballero Negro aparece en las páginas de Ultimate Comics: Ultimates como miembro de un equipo de Ultimates que precedió al actual en casi una década. Este Caballero Negro era muy inestable y no participó oficialmente en el equipo hasta que se estabilizó. Esto nunca sucedió ya que el equipo cometió una misión y el proyecto se cerró inmediatamente después.

## En otros medios

### Televisión
- La versión del Caballero Negro de Nathan Garrett apareció en el Capitán América / Avengers parte de la Marvel Super Heroes, como miembro de amos del mal del Barón Heinrich Zemo. Él aparece en solitario en un episodio de la serie Invencible Iron Man.

- El Caballero Negro Sir Percy aparecido en el "Caballeros y demonios" episodio de Spider-Man y sus amigos asombrosos, con guion de Don GLUT. Dane Whitman también a aparecer, pero fue rechazado para evitar confusiones.[29]

- El Vaticano Caballero Negro, Augustine du Lac aparece en la serie 2010 TV Pantera Negra con la voz de JB Blanc.

- El Caballero Negro de Nathan Garrett aparece en Iron Man: Armored Adventures episodio "Pepper Interrupted" con la voz de Alistair Abell. Él aparece como el Conde de guardaespaldas Nefaria. Lleva una armadura de caballero de alta tecnología y pasea en un ciclo estacionario. Iron Man lo derrota y es detenido por la policía.

- La versión de El Caballero Negro de Dane Whitman aparece brevemente en Los Vengadores: Los Héroes más poderosos del planeta en el episodio "Llega el Conquistador". Él ve la lucha contra los robots enviados por Kang que trata de conquistar la Tierra en el siglo 21.

### Videojuegos
- La versión de Dane Whitman de Caballero Negro es un personaje jugable de Marvel: Avengers Alliance.
- Varios de los Caballeros Negros se presentan en Lego Marvel Vengadores, con Nathan Garrett y Dane Whitman apareciendo en el paquete Maestros del Mal DLC y Augustine du Lac en el paquete Pantera Negra DLC.[30]
- Una versión adolescente del Caballero Negro, Dane Whitman aparece como un personaje jugable en Marvel Avengers Academy, con la voz de Ian Russell.
- Dane Whitman, Sir Percy y Nathan Garrett son personajes desbloqueables en Lego Marvel Super Heroes 2. En el juego, Sir Percy reside en la sección de Inglaterra medieval de Chronopolis hasta que Nathan Garrett y Encantadora se hacen cargo de ella. El Capitán América, el Capitán Avalon, el Doctor Strange, Gamora y Groot fueron capaces de derrotar a Encantadora y Nathan Garrett, así como a liberar a Sir Percy.

### Película
- El 24 de agosto de 2019, durante una conferencia de Marvel Studios en la D23, se anunció que Kit Harington interpretaría a Dane Whitman en la película del Universo Cinematográfico de Marvel, Eternals.